# Laboratório Hacker de Campinas
O Laboratório Hacker de Campinas (ou simplesmente LHC) é um hackerspace localizado na cidade de Campinas, SP, Brasil que fornece um espaço aberto e comunitário para que qualquer pessoa possa desenvolver seus projetos e reunir suas comunidades nas mais diversas áreas, tais como eletrônica, IoT, robótica, mecânica, computação, jogos, culinária, artes, tecnologia ou o que mais a criatividade e o espaço físico disponível permitir.

## História
O LHC foi inaugurado de 12 de outubro de 2011. Sua formação e organização foi inspirada em outros hackerspaces do mundo como o Garoa Hacker Clube em São Paulo. É mantido financeiramente pelas doações regulares de pessoas associadas e de frequentadores do espaço. No fim de 2019 tornou-se legalmente uma associação privada sem fins lucrativos.